# Cristallerie de Lemberg
La cristallerie Lorraine de Lemberg se situe dans la commune française de Lemberg, dans le département de la Moselle.

## Histoire
En 1925, Théodore Heitzmann, boulanger pour la cristallerie de Saint-Louis qui vient de perdre une grande partie de son chiffre d'affaires à la suite de la création d'une boulangerie propre à l'usine, déclare que si Saint-Louis sait faire du pain, il saurait faire du cristal. C'est ainsi qu'est créée la Cristallerie Lorraine. Elle débute modestement avec un four à quatre pots et une centaine d'ouvriers, dont la majorité, formée à Saint-Louis, peut d'emblée assurer la production d’un cristal haut de gamme, dans le créneau des arts de la table. Le style suit les modes que reflètent annuellement les expositions internationales des arts de la table. La tradition du cristal taillé et du « doublé couleur », façon Bohême, domine largement. La clientèle est issue des classes moyennes dont l’ascension sociale favorise le développement des « grands magasins ».
Comme toutes les cristalleries, l’entreprise Heitzmann subit le contrecoup de la crise économique de 1929, de la crise sociale de 1936, et de la guerre de 1939-1945 qui la détruit en partie à deux reprises. En 1948, elle devient société anonyme à responsabilité limitée, sous le nom de « Cristallerie Lorraine-les Fils de Théodore Heitzmann ».
À partir de 1938, le nancéien Auguste Houillon, dessinateur et sculpteur, y avait introduit la technique de la « taille martelée » à la manière d'Aristide Colotte. Après 1948, un artiste peintre alsacien ayant longtemps séjourné en Autriche et en Tchécoslovaquie, Othon Pfeiffer, introduit la peinture sur verre (portrait du destinataire réalisé en grisaille, reproduction de tableau de maître ou sujet naturaliste), production qui reste confidentielle. En 1955, Lemberg reprend la cristallerie de Romilly-sur-Andelle, trois de ses ouvriers italiens et ses nombreux modèles « art verrier », en cristal incolore travaillé à chaud sans moule, à la manière de Michel Daum. Cette production suscite l’engouement de la clientèle et contribue grandement à la prospérité de la Cristallerie Lorraine. En 1968, trois tailleurs (M. Rohr Joseph, M. Amerein René, M. Hapka) et deux verriers (M. Eteil Alice, M. Fausten Jean) de Lemberg reçoivent la médaille d'or des « Meilleurs Ouvriers de France ». L’entreprise est alors à son apogée avec environ 400 ouvriers en comptant les ateliers de tailleurs extérieurs à l'usine.
Mais en 1973, devant faire face à la fois à la concurrence de la verrerie mécanique, aux débuts de la crise économique et à des problèmes familiaux de succession, la Cristallerie Lorraine ferme et licencie ses 280 ouvriers. C’est Joseph Grébil, cadre de l'ancienne cristallerie, qui reprend l’entreprise en 1976 fondant avec des associés une société à responsabilité limitée, la « Société nouvelle des Cristalleries Lorraines », qui embauche une quarantaine de personnes.  
En 1990, Joseph Grébil vend sa société à la cristallerie Lalique. Les « Cristalleries de Lorraine » deviennent l'une des marques du groupe Lalique, aux côtés de Bernardaud et Coquet. Une trop longue période de mévente finit par entraîner la fermeture définitive de l'usine en 1997.

## Dessinateurs
Le dessinateur des premiers temps de la Cristallerie Lorraine est un certain Joseph Schaeffer. Dans les années 1930, un dessinateur allemand, Fritz Wagner, apporte sa contribution à l’entreprise. Vers 1938-1940, Auguste Houillon (1885-1954), dessinateur des Cristalleries de Nancy de 1921 à 1931, contribue à la qualité des produits de Lemberg. La production d’Othon Pfeiffer (1882-1955), entre 1948 et 1955, est constituée de dessins non signés, souvent à main levée. Après 1949, Joseph Neiter, né à Lemberg en 1938, formé au sein de l’usine par Pfeiffer, dessine non seulement les modèles mais assure également les relevés topographiques et les dessins industriels de l’entreprise.
D’autres signatures ont pu être relevées mais non identifiées : EV (1929), MS (1935), LH (1931-1936). Il y eut aussi un Rigot.